# Hønsenes have
Hønsenes have er en dansk børnefilm fra 2006 med instruktion og manuskript af Bertel Torne Olsen og Laila Hodell.

## Handling
En dokumentarfilm om høns og deres forunderlige verden. Vinteren er barsk for hønsene, men om foråret begynder livet at folde sig ud omkring hønsehuset. Dagene går med at spise, ordne fjer, sove og parre sig. Hanerne holder vagt, for oppe over haven svæver de sultne musvåger. Hanerne har også travlt med at kæmpe mod hinanden, men lige nu er det gamle Amadeus, der regerer. Æg bliver til kyllinger, kyllinger til høns, og sådan vokser flokken til næsten tredobbelt størrelse hen på sommeren. Hverdagen har også sine små dramaer, som da en spansk højlandshøne flytter ind og skaber røre i flokken. Eller da den vilde fasankok pludselig forsøger at sætte hanerne fra bestillingen.